# 盧哈河 (西布格河支流)
盧哈河（羅馬化：Luha）是烏克蘭的河流，屬於西布格河的右支流，河道全長93公里，河漫灘寬2公里，流域面積1,348平方公里，河水主要來自地下水和降雨。